# Adrienne de La Fayette

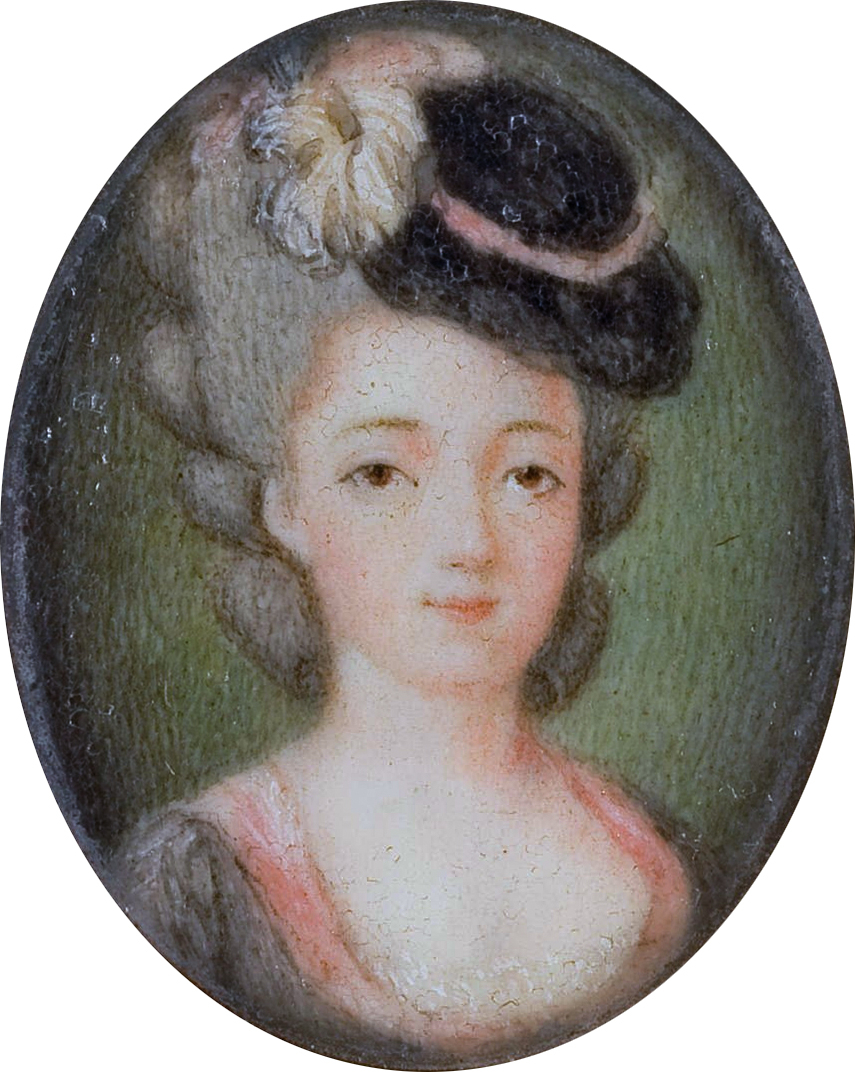
Marie Adrienne Françoise de Noailles.

Adrienne de La Fayette, född 2 november 1759 i Paris, död 24 december 1807 i Auvergne, var en fransk memoarskrivare, gift med Gilbert du Motier, markis av Lafayette. Hon är känd för sina memoarer, som beskriver hennes liv under franska revolutionen.

## Biografi
Adrienne de La Fayette var dotter till hertig Jean de Noailles och Henriette Anne Louise d'Aguesseau. Hon ingick år 1774 ett arrangerat äktenskap med Gilbert du Motier, markis av Lafayette, med vilken hon fick fyra barn. Efter hennes makes återkomst från det amerikanska frihetskriget köpte han ett hus i Paris 1783, där paret umgicks med bland andra amerikaner och abolitionister. Sedan maken hade förlorat valet 1791 bosatte de sig på slottet Château de Chavaniac på landet, där hon stannade sedan han hade återvänt till sin militärtjänst.
Adrienne de La Fayette arresterades och sattes i husarrest på Château de Chavaniac som gisslan sedan hennes make år 1792 hade tillfångatagits utomlands och misstänktes för förräderi. I maj 1794 överfördes hon till fängelset La Force i Paris, och samtidigt arresterades även hennes mor, hennes farföräldrar (Louis de Noailles och Cathérine Françoise Charlotte de Cossé-Brissac), hennes syster Louise och hennes gammelfarbror och gammelfaster (Philippe de Noailles och Anne de Noailles, som också var hennes systers svärföräldrar) på order av Robespierre. Hennes far och svåger (som också var hennes kusin) undgick arrestering eftersom de befann sig utomlands. Hennes farfar avled i fängelset, men hennes mor, farmor, syster, gammelfarbror och gammelfaster avrättades alla under skräckväldet.
Själv överlevde hon skräckväldet och släpptes fri i januari 1795 sedan den amerikanska ambassadören James Monroe verkat för hennes frigivning. Hon ansökte sedan med framgång hos kejsaren om att göra sin make sällskap under hans fångenskap i Olmütz. Under fångenskapen skrev hon sina memoarer. Familjen frigavs 1797. Hon återvände därefter till Frankrike, där hon publicerade sina memoarer och återtog kontrollen över familjens konfiskerade egendomar.